# بيلي بويد (لاعب هوكي الجليد)
بيلي بويد هو لاعب هوكي الجليد كندي، ولد في 15 مايو 1898 في بيلفي في كندا، وتوفي في 17 نوفمبر 1940.

## وصلات خارجية
- بيلي بويد على موقع دوري الهوكي الوطني (الإنجليزية)
- بيلي بويد على موقع EliteProspects.com (الإنجليزية)
- بيلي بويد على موقع HockeyDB.com (الإنجليزية)
- بيلي بويد على موقع Hockey-Reference.com (الإنجليزية)